# Crimson Moonlight

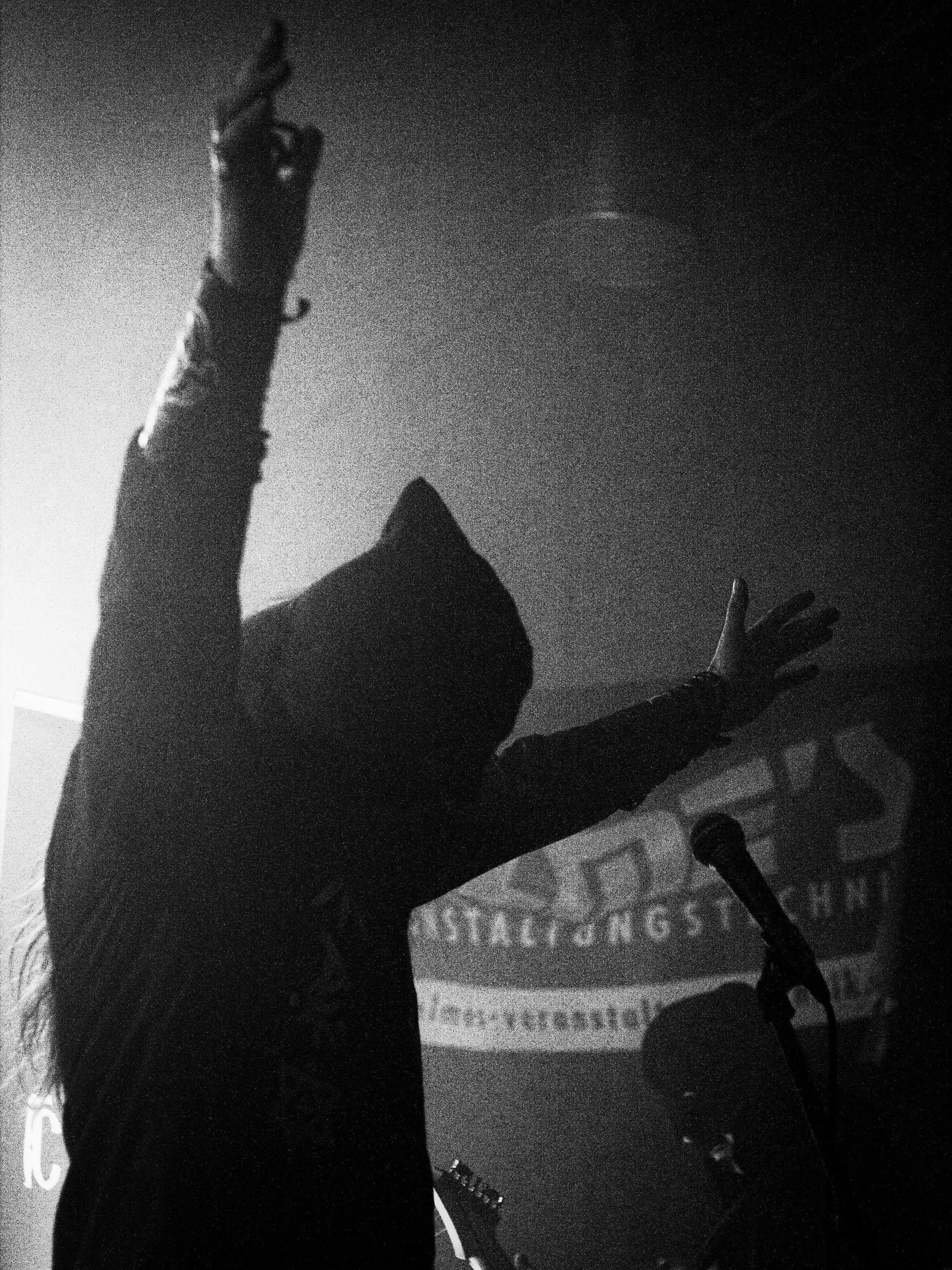
„Pilgrim“, Sänger der Band, auf dem Blast of Eternity Festival 2012

Crimson Moonlight (englisch „blutroter Mond“) ist eine Metal-Band aus Jönköping, Schweden, die musikalisch dem Black Metal zuzuordnen ist, in den Texten und der Ideologie jedoch christliche Thematik vertritt. Die Einordnung in eine Kategorie ist umstritten, jedoch kann der Begriff „Unblack Metal“ mit ihnen in Verbindung gebracht werden.
Der Name „Crimson Moonlight“  bezieht sich auf das göttliche Zeichen der Apokalypse nach der Bibel (Joel 3,4  und Offb 6,12 ).

## Geschichte
Im Juni 1997 gründeten die Schweden Elowsson und Stenmarker die Band Crimson Moonlight. Stenmarker, der davor in der Death-Metal-Combo „Obsecration“ gespielt hatte, übernahm dabei die Gitarre und das Keyboard, während Elowsson das Schlagzeug bediente. Als Sänger stieß Simon „Pilgrim“ Rosén zur Band, während Alexander Orest den E-Bass, sowie auch das Keyboard übernahm. Noch im selben Jahr wurde das Demo-Tape Glorification of the Master of Light eingespielt.
1998 folgte die Veröffentlichung der EP Eternal Emperor und des Live-Albums Live in Värsås, sowie die Erweiterung um den Gitarristen Jonathan Jansson und den Bassisten Simon Lindh, da sich Orest ab diesem Zeitpunkt nur mehr dem Keyboard widmete.
Ende 2000 verließ dann Jansson die Band wieder, um sich nur noch auf „Sanctificia“ konzentrieren zu können. Ersatz fand man in Samuel Lundström. Im darauf folgenden Jahr wurde dann ein weiteres Demo mit dem Namen Heralding the Dawn veröffentlicht.
2003 publizierte die Band die Best-of-CD Songs from the Archives – eine Zusammenstellung des alten Materials, z. B. von der Eternal Emperor – und nebenbei auch ihr erstes Album mit dem Titel The Covenant Progress, auf welchem die Keyboards deutlich reduziert worden waren.
Im Frühjahr 2005 erschien dann ihr nächstes Album Veil of Remembrance. Darauf verzichtete die Band gänzlich auf Keyboards. Die EP In Depths of Dreams Unconscious war ursprünglich nur auf der US-Tour 2006 erhältlich, wurde aber 2007 nochmal gepresst. Unter anderem erschien die EP als eine auf 50 Stk. limitierte Version mit einer Bildermappe aus handgeschöpftem Papier. 2014 kündete die Single The Suffering das 2016 erschienene Album Divine Darkness an.
Die Band hat zurzeit einen Plattenvertrag bei Endtime Productions, während sie vorher bei Rivel Records unter Vertrag standen.

## Stil
Während das erste Demo und das erste Album noch starke Einflüsse aus dem melodischen Black Metal beinhalteten, wurde ab The Convenant Progress der Stil zunehmend progressiver. Einflüsse aus Death Metal und Progressive Metal lassen eine kategorische Zugehörigkeit zum „Unblack Metal“ nicht mehr zu. Die Musik ist von Takt- und Tempowechsel, schnellem Tempo und kurzen, teils atonalen Melodiebögen geprägt. Der Gesang ist guttural, amelodisch und arhythmisch. Seit Veil of Remembrance wird auf jeglichen Einsatz von Keyboards und dominanten Gitarren-Effekte verzichtet.
Die Texte behandeln ausschließlich christliche Themen und referenzieren oft biblische Symbolik, Metapher und Gleichnisse. Auch spirituelle Visionen werden verarbeitet. Die Mitglieder stehen den Adventisten nahe. Dementsprechend sind die Inhalte stark orientiert an endzeitlichen Themen und der „spirituellen Kriegsführung“.
Crimson Moonlight ist bekannt für theatralische Bühnenshows. Früher wurde die Show mit Kunstblut gestaltet. Die Band feiert während der Konzerte das Abendmahl.

## Diskografie
- 1997: Glorification of the Master of Light (Demo)
- 1998: Eternal Emperor (EP, Rivel Records)
- 2003: The Covenant Progress (Album, Rivel Records)
- 2003: Songs from the Archives (Kompilation, Rivel Records)
- 2004: Veil of Remembrance (Album, Endtime Productions)
- 2007: In Depths of Dreams Unconscious (EP, Endtime Productions)
- 2014: The Suffering (Single, Endtime Productions)
- 2016: Divine Darkness (Album, Endtime Productions)